# United Airlines
United Airlines je američka zrakoplovna kompanija sa sjedištem u Chicagu. Glavno prometno čvorište nalazi se u Međunarodnoj zračnoj luci O'Hare iz koje tvrtka trenutno ima 650 letova svaki dan.
Od 25. prosinca 2005. godine, United Airlines je druga najveća zrakoplovna tvrtka po broju putnika (iza American Airlines-a). Zapošljava 54,000 ljudi i posjeduje oko 460 zrakoplova.

## Povezan i članci
- Najveće svjetske zrakoplovne tvrtke